# Jelen barasinga
Jelen barasinga (Rucervus duvaucelii) je velký, vzácný jelen žijící na jihu Asie. Jméno barasinga pochází z bengálštiny a znamená „s dvanácti výsadami“, ásámsky je nazýván dolhorina, tj. „bahenní jelen“, hindsky goindžak (jelen) a gaoni (laň).

## Vzhled
Jelen barasinga je stejně velký jako jelen lesní, ale lehčí. Dospělý samec je dlouhý 2,2 m, výška v kohoutku dosahuje 130 cm a hmotnost 180–200 kg. Laně jsou menší. Barasinga má štíhlou postavu, dlouhý krk a vysoké končetiny s nápadně velkými, roztažitelnými kopýtky. Je to adaptace pro život v bažinách. Jeho srst je dlouhá a hrubá, žluté až rezavé barvy. Mláďata se rodí skvrnitá, u některých jedinců přetrvává skvrnitost na stehnech a bocích i v dospělosti. Má velké boltce a oči, ale nápadně krátký ocas. Zježená srst v kohoutku vytváří dojem hrbu. Parohy nosí jen samci, mají obloukovitý tvar a 5–6 výsad na jednom parohu, nejdelší je nadoční výsada, která se dále větví. Tím tvarově trochu připomínají parohy soba.

## Poddruhy
Jelen barasinga má tři poddruhy: Rucervus duvaucelii duvaucelii, R. d. ranjitsingi a R. d. branderi. Nominátní poddruh žije na jihu Nepálu a severu indického státu Uttarpradéš, poddruh ranjitsinghi žije v Ásámu a poddruh branderi jižněji, ve státu státu Madhjapradéš, kde obývá národní park Kanha.

## Rozšíření a prostředí
Jelen barasinga žil původně v celé severní Indii a jižním Nepálu, na západě Indie a v Pákistánu byl vyhuben a také na zbylém území je jeho areál pouze ostrůvkovitý. Vyhledává říční nivy, bažiny a světlé lesy v okolí vody.

## Způsob života
Jelen barasinga je aktivní ve dne, pase se dopoledne a v podvečer, biorytmus zachovává s velkou pravidelností. Přes poledne odpočívá, často ve vodě nebo v bahně. Jižní poddruh Rucervus duvaucelii branderi je méně vázán na vodu a bažiny než severněji žijící populace.
Tito jeleni žijí v rodinných tlupách, tvořených jedním dominantním samcem, několika mladšími samci, samicemi a mláďaty. Tlupu vede stará laň. Tlupy mohou čítat až 40 kusů a obývají poměrně malá teritoria. Tito jeleni jsou velmi ostražití, při spatření člověka nebo tygra hlasitě štěkají, podobně jako srnec a dupou předními běhy.
Živí se trávou a vodními rostlinami.

## Rozmnožování
Říje barasing probíhá v letních měsících, od června do září. Jeleni si obhajují harémy laní a ozývají se mečivými nebo hýkavými zvuky. Soupeři si vzájemně imponují hlasem a parožím, na které často nabodávají chuchvalce rostlin. K soubojům mezi samci však nedochází. Březost trvá 240 dní, samice rodí 1–2 mláďata, která v prvním týdnu života skrývá v rákosí.

## Ohrožení a ochrana
Jelen barasinga patří k vzácným, silně ohroženým druhům jelenů. Jeho biotop na březích řek a v bažinách je ničen přeměnou na rýžová pole. Nebezpečím je také lov pro maso a trofeje i choroby přenášené domácím skotem. V zoologických zahradách patří mezi vzácné chovance, v Česku je k vidění v ZOO Ostrava a za hranicemi např. v ZOO Bratislava. Několik jedinců žije také v privátním chovu v oboře u Bílé Lhoty na Olomoucku.

## V kultuře
Jelen barasinga vystupuje v povídce Purunbhagatův zázrak z Kiplingovy Druhé knihy džunglí.